# Nikki Griffin
Jeanne Nicole Griffin, detta Nikki (Vicksburg, 16 aprile 1978), è un'attrice statunitense.
È particolarmente nota per aver interpretato il ruolo di Jess Sathers nel telefilm The O.C..

## Filmografia

### Cinema
- Hazzard (2005)
- The Fast and the Furious: Tokyo Drift (2006)
- Ragazze da sballo (2009)
- The Penthouse (2010)

### Televisione
- The O.C. - serie TV (2005)
- How I Met Your Mother - serie TV, episodio 3x02 (2007)

## Doppiatrici italiane
Nelle versioni in italiano delle opere in cui ha recitato, Nikki Griffin è stata doppiata da:
- Federica De Bortoli in Hazzard
- Eleonora Reti in Fast and Furious: Tokyo Drift
- Alessia Amendola in The O.C.
- Michela Alborghetti in CSI: NY
- Renata Bertolas in How I Met Your Mother